# قانون الشراكة المدنية وبعض الحقوق والواجبات للشركاء المتساكنين 2010
يعد قانون الشراكة المدنية وبعض الحقوق والواجبات للشركاء المتساكنين 2010 قانونا سنه البرلمان الأيرلندي الذي يسمح للشركاء المثليين بالدخول في شراكات مدنية. يوفر القانون أيضًا حقوقًا للمشاركين في علاقات تعايش طويلة الأمد لم يدخلوا في شراكة مدنية أو زواج. لا يوجد فرق، بموجب القانون، في الحقوق والالتزامات الممنوحة للشركاء المتساكنين المغايرين أو للشركاء المتساكنين المثليين؛ ومع ذلك، هناك اختلافات كبيرة بين الحقوق والالتزامات الممنوحة للشركاء المدنيين (المثليين) وتلك الممنوحة للأزواج (المغايرين). يمثل القانون الخطوة القانونية قبل الأخيرة نحو الاعتراف القانوني بالعلاقات المثلية؛ تم منح الشركاء المثليين خيار الزواج بعد قانون الزواج 2015.
كان من المتوقع أن يتم الاحتفال بأول شراكة مدنية بموجب القانون في أبريل 2011 بسبب الحاجة إلى مزيد من التشريعات لتحديث قانون الضرائب وقوانين الرعاية الاجتماعية في أيرلندا، والشرط القانوني لإعطاء إشعار لمدة ثلاثة أشهر. ومع ذلك، يوفر التشريع آلية للإعفاءات التي يجب طلبها من خلال المحاكم، وتم تسجيل أول شراكة بين رجلين في 7 فبراير 2011. وفقًا لما يقتضيه التشريع، وعلى عكس بعض التغطية الصحفية اللاحقة، جرى الحفل في الأماكن العامة في مكتب التسجيل المدني في دبلن. لم يكن حتى 5 أبريل 2011، مع تسجيل شراكة بين هيو والش وباري ديغنام، أن قامت وسائل الإعلام بتغطية حفل شراكة لأول مرة بالتفصيل.

## الأحكام
يجب على الشركاء المدنيين الانتظار عامين حتى يتم حل شراكتهم. الفصل القضائي غير مسموح به. لا يُسمح للشركاء المدنيين بتبني الأطفال بشكل مشترك، مثل الأزواج المتزوجين، على الرغم من أن شريكًا مدنيًا قد يتبنى بشكل فردي. كذلك، لا يمكن للشركاء المدنيين الحصول على وصاية مشتركة على أي أطفال يربونهم معًا. ينص القانون على خلافة الممتلكات، واستحقاقات المعاش، والعنف المنزلي، والإعالة في حالة انهيار العلاقة. لا ينص القانون على أي أحكام بشأن الاستحقاقات والبدلات الضريبية، ولا يمنح أي استحقاقات رعاية اجتماعية للشركاء المدنيين. يجب معالجة هذه القضايا في مشاريع قوانين منفصلة. ينص القانون على الاعتراف بالعلاقات المثلية التي تم عقدها في الخارج في أيرلندا كشراكات مدنية.

## التاريخ التشريعي
تم تمرير القانون في مجلس النواب دون تصويت في 1 يوليو 2010 و في مجلس الشيوخ في 8 يوليو 2010 في تصويت 48 صوتا ضد مقابل 4 أصوات لصالح (48-4). تم التوقيع عليه ليصبح قانونا من قبل الرئيس في 19 يوليو 2010. قال وزير العدل وإصلاح القانون ديرموت أهيرن: «هذا واحد من أكثر التشريعات الهامة للحقوق المدنية التي تم سنها منذ الاستقلال. لقد حقق تقدمه التشريعي درجة غير مسبوقة من الوحدة والدعم داخل مجلسي البرلمان».
وقع وزير العدل وإصلاح القانون أمر البدء بالقانون في 23 ديسمبر 2010. دخل القانون حيز التنفيذ في 1 يناير 2011. بسبب فترة الانتظار لمدة ثلاثة أشهر لجميع الاحتفالات المدنية في أيرلندا، كان من المتوقع أن تقام أول احتفالات الشراكة المدنية في أبريل 2011. كان تاريخ بدء هذا القانون يعتمد على تشريعات أخرى في مجالات الضرائب والرعاية الاجتماعية، والتي سُنّت بشكل منفصل. تم تقديم مشروع قانون الرعاية الاجتماعية والمعاشات التقاعدية 2010 في 19 نوفمبر 2010. مرر مجلس النواب مشروع القانون في 14 ديسمبر ومرره مجلس الشيوخ في 17 ديسمبر؛ وقعه الرئيس في 21 ديسمبر.

## الاعتراف بالعلاقات الخارجية
كما وقع وزير العدل وإصلاح القانون، في 23 ديسمبر 2010، على أمر بموجب القانون، يعلن فيه أنه سيتم الاعتراف ببعض فئات العلاقات المثلية التي تم تسجيلها في الخارج كشراكة مدنية في أيرلندا. يُلزم هذا الأمر الأشخاص في مثل هذه العلاقة بمعاملتهم كشركاء مدنيين بموجب القانون الأيرلندي اعتبارًا من أواخر عام، (أ) في اليوم الذي يلي 21 يومًا من تاريخ إصدار الأمر (أي 13 يناير 2011)، و ( ب) اليوم الذي تم فيه تسجيل العلاقة بموجب قانون الولاية القضائية الذي تم عقدها فيه. صدرت أربعة أوامر أخرى بموجب القانون في 2011 و 2012 و 2013 و 2014، لتوسيع قائمة العلاقات المثلية المعترف بها والتي تم تسجيلها في الخارج كشراكة مدنية المعترف بها.
بموجب هذه الأوامر، يجوز للشريكين المثليين المقيمين في أيرلندا، والذين قاموا بالفعل بتكوين علاقة مثلية قانونية في ولاية قضائية أخرى، أو ينوون تشكيلها، أن يسجلوا هذه العلاقة للاعتراف بها في أيرلندا. وبموجب القانون، فإن مثل هذه العلاقة معترف بها في القانون الأيرلندي كشراكة مدنية، كما لو أن الشريكان شكلا شراكة مدنية في أيرلندا. على سبيل المثال، يمكن للشريكين المثليان الذين يعيشون في جمهورية أيرلندا، ولكن ربما يكونون قد شكلوا بالفعل شراكة مدنية في أيرلندا الشمالية بموجب قانون الشراكة المدنية 2004 في المملكة المتحدة، أو لربما متزوجين قانونًا في إسبانيا، التقدم بطلب للحصول على هذه العلاقة للاعتراف بها كشراكة مدنية في القانون الأيرلندي، دون الحاجة إلى تشكيل شراكة مدنية جديدة بموجب القانون.
ينص القسم 5 من القانون على المعايير المستخدمة للتحكم في فئات العلاقات الخارجية التي يمكن الاعتراف بها. وهي:
- العلاقة حصرية في الطبيعة
- العلاقة دائمة ما لم تحلها الأطراف من خلال المحاكم
- تم تسجيل العلاقة بموجب قانون تلك الولاية القضائية، و
- تعتبر الحقوق والالتزامات المترتبة على العلاقة، في رأي الوزير، كافية للإشارة إلى أن العلاقة ستُعامل معاملة مماثلة للشراكة المدنية.

## الفرق بين الشراكة المدنية والزواج
في حين أن القانون ينص على العديد من الحقوق والالتزامات المماثلة للزواج في أيرلندا، إلا أنه لا ينص على خيار الزواج للشركاء المثليين، حتى إلغاءها عام 2015، وتشريع زواج المثليين في جمهورية أيرلندا.
الشراكة المدنية، على النحو المحدد في هذا القانون، متاحة حصريًا للشركاء المثليين، - وحتى التعديل الرابع والثلاثين للدستور الأيرلندي - كان الزواج متاحًا حصريًا للأزواج المغايرين. لم يتم تمديد العديد من الأشياء الممنوحة للأزواج على الشركاء المدنيين بموجب هذا القانون، أو تم تمديدها بطرق مختلفة.
للاطلاع على التحليلات المتعمقة لهذه الاختلافات، يرجى الرجوع إلى دراسة الندوة التي أجراها المجلس الأيرلندي للحريات المدنية نسخة محفوظة 18 نوفمبر 2017 على موقع واي باك مشين.، والقانوني للمحامي براين بارينغتون (بتكليف من منظمة المساواة في الزواج)، وفي حالة الأطفال، لجنة إصلاح القانون.